# Nibiru Sociedad Astronómica
Nibiru - Sociedad Astronómica - Facultad de Ciencias - UNAM es una sociedad astronómica académica - estudiantil, no lucrativa, fundada en la Facultad de Ciencias de la Universidad Nacional Autónoma de México (UNAM) en el 2001.
La meta de la Sociedad es crear un canal de vinculación entre estudiantes de la carrera de física en la Facultad y astrónomos del Instituto de Astronomía (UNAM).  Para lograrlo se realizan actividades semestrales relacionadas con la astronomía cómo: conferencias, cursos, cine - debates, observaciones planetarias a través de  telescopios y salidas enfocadas en la  arqueoastronomía.
La Sociedad ha realizado diversas observaciones astronómicas importantes de fenómenos como eclipses  solares y  lunares; además ha recibido la atención de diversos medios de comunicación nacionales por sus actividades.  Adicionalmente, ha realizado observaciones en diversas facultades de la Universidad, difundiendo la astronomía y creando conciencia sobre la contaminación lumínica que afecta a las ciudades a través de observaciones con telescopio de Marte, Júpiter, Saturno y la nebulosa de Orión.
Varios científicos mexicanos prominentes de la UNAM han participado en las conferencias que ha organizado la Sociedad sobre  cosmología, relatividad general y astrobiología:
- Manuel Peimbert
- Carlos Frenk
- Miguel Alcubierre
- Antonio Lazcano
- Julieta Fierro

En el 2009, Nibiru se convirtió en la Sociedad Astronómica mexicana con el mayor número de actividades divulgativas debido al Año Internacional de la Astronomía. Atendió a cerca de 10,000 personas y tuvo un promedio de una actividad cada tercer día.
El martes 24 de marzo del 2009, Nibiru creó una sociedad astronómica en la Universidad Autónoma Metropolitana en Azcapotzalco (Ciudad de México), conocida como Nibiru UAM.  La UAM servirá como base de divulgación astronómica para comunidades al norte de la ciudad.[cita requerida]